# Stanisław Gucwa
Stanisław Jan Gucwa (ur. 18 kwietnia 1919 w Przybysławicach, zm. 14 sierpnia 1994 w Warszawie) – polski działacz ruchu ludowego, polityk i ekonomista. Poseł na Sejm PRL III, IV, V, VI, VII, VIII i IX kadencji, marszałek Sejmu VI, VII i VIII kadencji, minister przemysłu spożywczego i skupu w latach 1968–1971, następnie do 1972 zastępca przewodniczącego Rady Państwa. Budowniczy Polski Ludowej.

## Życiorys
Ukończył Szkołę Rolniczą w Wojniczu w 1936, Korespondencyjny Kurs im. Staszica w Warszawie w 1938, studia ekonomiczno-polityczne w Akademii Nauk Politycznych w Warszawie w 1948, a także kurs handlu zagranicznego w Szkole Głównej Planowania i Statystyki w Warszawie w 1949. Od 1936 działał w Związku Młodzieży Wiejskiej RP „Wici” w Przybysławicach i Brzesku. Od 1936 do 1937 pracował w Spółdzielni Rolniczo-Handlowej w Brzesku. W okresie okupacji pracował w spółdzielczości i brał udział w ruchu oporu (Stronnictwo Ludowe „Roch”, Bataliony Chłopskie, używał pseudonimów Golec i Socha), dosłużył się stopnia majora rezerwy. Od 1945 członek satelickiego wobec PPR Stronnictwa Ludowego, w latach 1945–1948 prezes Powiatowej Spółdzielni Rolniczo-Handlowej w Radomiu.
Od 1949 członek Zjednoczonego Stronnictwa Ludowego, wybierany do organów kierowniczych Stronnictwa: w latach 1959–1984 członek Naczelnego Komitetu ZSL, w latach 1959–1981 członek Prezydium NK. W latach 1971–1981 był prezesem Naczelnego Komitetu ZSL (jego poprzednikiem na tym stanowisku był Czesław Wycech, a następcą Stefan Ignar).
W latach 1948–1951 wicedyrektor i dyrektor handlowy w Centralnym Zarządzie Polskich Zakładów Zbożowych, w okresie 1951–1956 dyrektor Centralnego Zarządu Przemysłu Młynarskiego, w latach 1956–1957 dyrektor generalny w Ministerstwie Skupu. W latach 1957–1968 był podsekretarzem stanu (wiceministrem) w Ministerstwie Rolnictwa, w latach 1968–1971 ministrem przemysłu spożywczego i skupu.
W latach 1971–1972 zastępca przewodniczącego Rady Państwa; od marca 1972 marszałek Sejmu VI, VII i VIII kadencji. Posłem na Sejm PRL był w latach 1961–1989 (III, IV, V, VI, VII, VIII i IX kadencji).
W latach 1971–1983 członek prezydium Ogólnopolskiego Komitetu Frontu Jedności Narodu, w latach 1982–1983 członek Tymczasowej Rady Krajowej Patriotycznego Ruchu Odrodzenia Narodowego, a od 1983 do 1985 członek RK PRON. Wieloletni członek Rady Naczelnej Związku Bojowników o Wolność i Demokrację. 2 września 1982 na mocy decyzji Biura Politycznego KC PZPR wszedł w skład Komitetu Honorowego uroczystości żałobnych Władysława Gomułki.

## Życie prywatne
Urodził się w rodzinie chłopskiej, jako syn Jana i Marii. Jego żoną była Wiesława Maria z domu Podrygałło (1923–2004). Małżonkowie są pochowani Cmentarzu Wojskowym na Powązkach (kwatera A3 tuje-2-27). 
Ojciec Ewy Gucwy-Leśny (ekonomistki) i Hanny Rogozińskiej-Fajst (psycholożki). Teść Macieja Leśnego (ekonomisty).

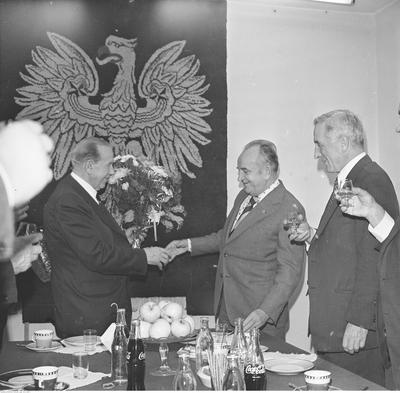
Jubileusz 75-lecia urodzin Antoniego Korzyckiego w Naczelnym Komitecie Zjednoczonego Stronnictwa Ludowego w Warszawie, 8 listopada 1979, stoją od lewej: Antoni Korzycki, Stanisław Gucwa, Zdzisław Tomal
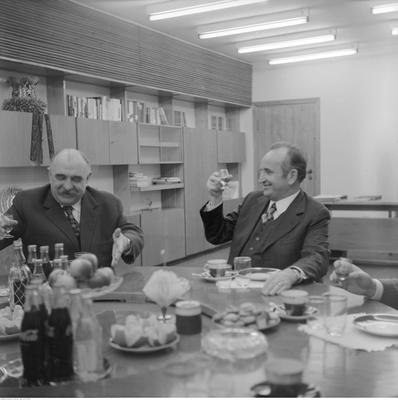
Jubileusz 70-lecia urodzin Romana Gesinga (z lewej) w siedzibie ZSL. Z prawej marszałek Sejmu Stanisław Gucwa, 8 stycznia 1974
Zdjęcie ślubne z Wiesławą z domu Podrygałło
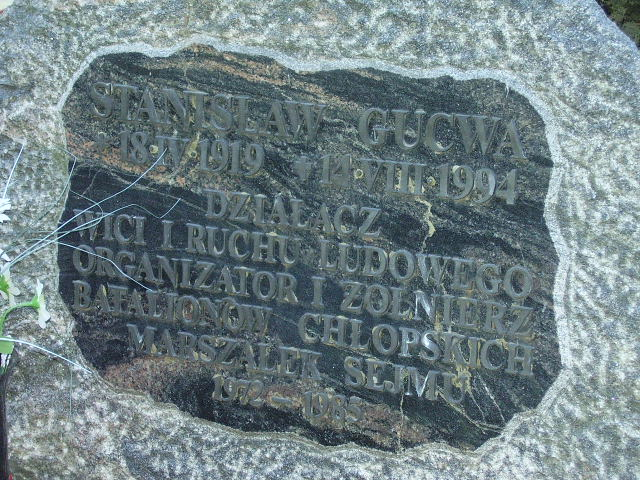
Grób Stanisława Gucwy i jego zmarłej w 2004 żony Wiesławy na Cmentarzu Wojskowym na Powązkach w Warszawie

## Odznaczenia
- Order Budowniczych Polski Ludowej (1974)[4]
- Order Sztandaru Pracy I klasy
- Krzyż Komandorski Orderu Odrodzenia Polski
- Krzyż Kawalerski Orderu Odrodzenia Polski (1955)[5]
- Złoty Krzyż Zasługi (1951)[6]
- Medal 10-lecia Polski Ludowej (1955)[7]
- Medal 30-lecia Polski Ludowej (1974)[8]
- Medal 40-lecia Polski Ludowej
- Złoty Medal „Za zasługi dla obronności kraju”
- Srebrny Medal „Za zasługi dla obronności kraju”
- Brązowy Medal „Za zasługi dla obronności kraju”
- Odznaka 1000-lecia Państwa Polskiego (1966)[9]
- Medal im. Georgi Dymitrowa (Bułgaria)[10]
- Medal „1300 lat Bułgarii” (1983)[11]
- Medal „40 lat Wyzwolenia Czechosłowacji przez Armię Radziecką” (Czechosłowacja, 1985)[12]
- Krzyż Wielki Orderu Demokracji (Kolumbia, 1983)[13]
- Złoty Order „Gwiazda Przyjaźni między Narodami” (NRD, 1986)[14]
- inne odznaczenia państwowe, resortowe, organizacyjne, regionalne i zagraniczne